# Ивано-Франковска област
Ивано-Франковска област (укр. Івано-Франківська область), позната и као Ивано-Франковшчина (укр. Івано-Франківщина) и Франковшчина (укр. Франківщина), је једна од области у Украјини.
Седиште ове области је у Ивано-Франковску. Ивано-Франковска област је једна од најгушће насељених области у Украјини (99 ст. на 1 километар квадратни). Броји негде око 1.381.700 становника. Површина износи негде око 26.517 .
| Националност | 1989. | 2001. | Матерњи језик    | 1989. | 2001. |
| Украјинци    | 95,0% | 97,5% | Украјински језик | 94,9% | 97,8% |
| Руси         | 4,0%  | 1,8%  | Руски језик      | ?     | 1,8%  |
| Пољаци       | 0,2%  | 0,1%  | остали језици    | ?     | 0,4%  |
| Белоруси     | 0,2%  | 0,1%  |                  |       |       |